# Three Sisters (Alberta)
Die Three Sisters (dt. „drei Schwestern“) sind drei Berggipfel in den kanadischen Rocky Mountains nahe Canmore in Alberta, Kanada. Die individuellen Namen der Gipfel sind: Big Sister (2936 m, „große Schwester“), Middle Sister (2769 m, „mittlere Schwester“) und Little Sister (2694 m, „kleine Schwester“).

## Geschichte
Es war Albert Rogers, ein Neffe von Albert Bowman Rogers (Entdecker des Rogers Pass im Selkirkgebirge), der 1883 die drei Gipfel benannte. Er sagte: „Es tobte ein schwerer Schneesturm in der Nacht und als wir morgens aufwachten und aus dem Zelt sahen, sah ich, dass jeder Gipfel einen Schneevorhang auf der Nordseite hatte, da sagte ich zu den Jungs seht euch diese drei Nonnen an.“ (There had been quite a heavy snowstorm in the night, and when we got up in the morning and looked out of the tent I noticed each of the three peaks had a heavy veil of snow on the north side and I said to the boys, 'Look at the Three Nuns.' ). Die Berggipfel waren einige Zeit lang als die „Drei Nonnen“ (Three Nuns) bekannt, wurden später aber etwas protestantischer in „Die drei Schwestern“ umbenannt. Der Name tauchte nachweislich zum ersten Mal in George Mercer Dawsons Karte von 1886 auf, da wohl auch er ihn für angemessener hielt.